# Artur Bubnevych

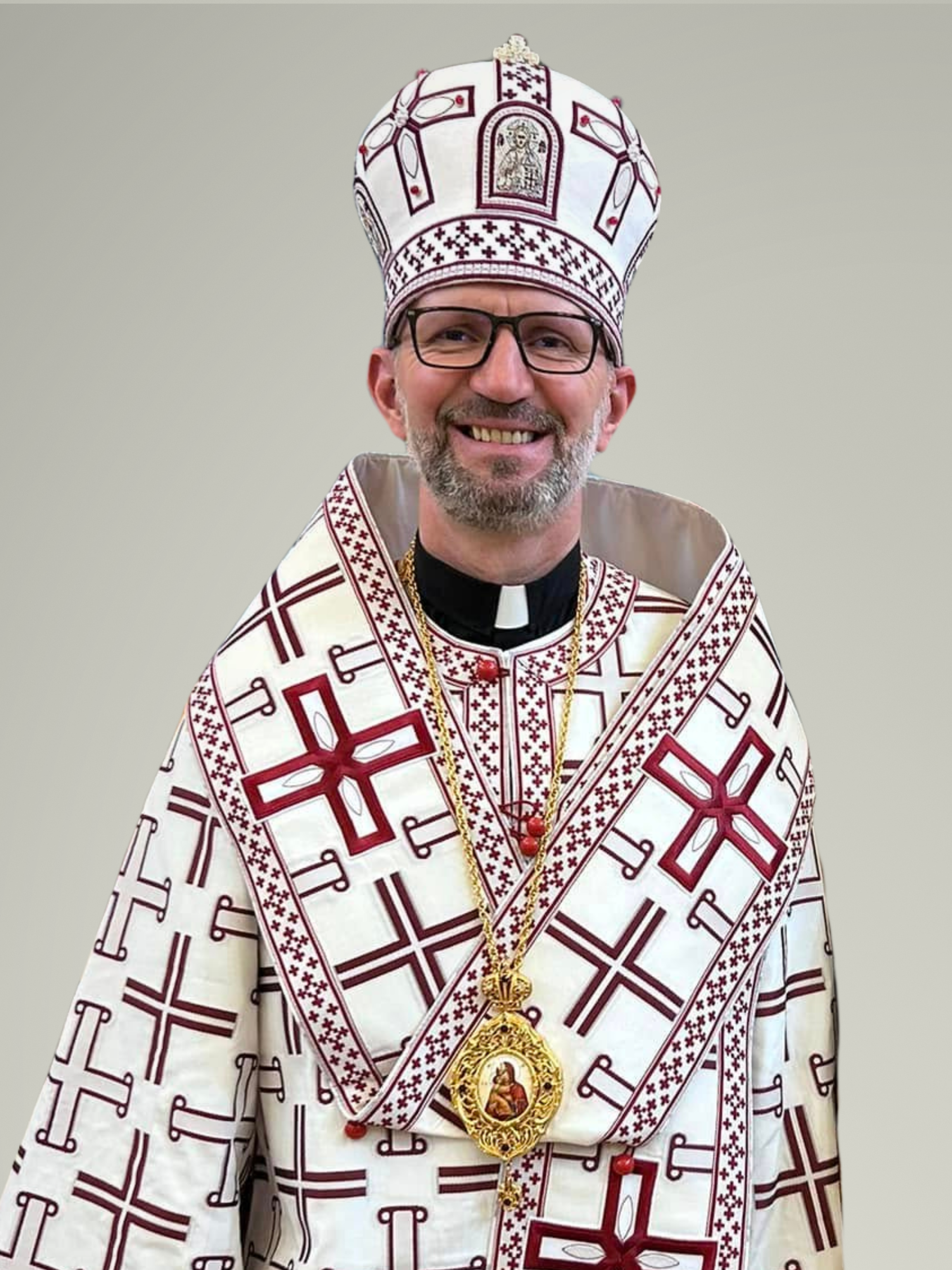
Artur Bubnewytsch (2025)

Artur Olexandrovych Bubnevych (ukrainisch Артур Олександрович Бубневич Artur Oleksandrowytsch Bubnewytsch, wiss. Transliteration Artur Oleksandrovyč Bubnevyč; * 22. Juni 1975 in Peretschyn, Oblast Transkarpatien, Ukrainische SSR) ist ein ukrainisch-US-amerikanischer Geistlicher der Ruthenischen griechisch-katholischen Kirche und seit 2024 Bischof der Eparchie Phoenix.

## Leben
Artur Bubnewytsch erlangte im Juni 1994 an der Oberschule in Wynohradiw (Oblast Transkarpatien) den Schulabschluss. Ab August 1994 studierte er Philosophie und Katholische Theologie am ruthenisch griechisch-katholischen Priesterseminar Sl. Theodor Romscha in Uschhorod. Nachdem er von 1995 bis 1996 einen Englischkurs am Language & Catechetical Institute (LCI) in der Kartause Gaming in Österreich absolviert hatte, setzte er sein Theologiestudium am Internationalen Theologischen Institut für Studien zu Ehe und Familie in Gaming fort und erwarb 1998 einen Master of Theology. 
Im Dezember 1998 weihte ihn der Bischof der Eparchie Mukatschewe, Iwan Semedi, zum Subdiakon. Nach weiterführenden Studien erlangte Bubnewytsch im Jahr 2001 am Internationalen Theologischen Institut für Studien zu Ehe und Familie ein Lizenziat im Fach Katholische Theologie. Anschließend war er bis 2005 im Bistum Liepāja in Lettland tätig. Von 2006 bis 2013 arbeitete er als Sekretär an der Diözesankurie der Eparchie Mukatschewe und unterrichtete Englisch am Priesterseminar Sl. Theodor Romscha in Uschhorod. Zudem wirkte er von 2006 bis 2011 als Hauptkantor in der Pfarrei St. Nikolaus in Peretschyn. 
Im September 2013 emigrierte Bubnewytsch in die USA, wo er zunächst als Subdiakon und als Pfarrsekretär der Kathedralpfarrei St. Stephen in Phoenix tätig war. Der Bischof der Eparchie Phoenix, Gerald Dino, spendete ihm in der Kathedrale St. Stephen in Phoenix am 9. März 2014 die Diakonenweihe und am 14. September desselben Jahres das Sakrament der Priesterweihe. Ab dem 9. Januar 2015 wirkte Bubnewytsch als Pfarrer der Pfarrei Our Lady of Perpetual Help in Albuquerque (New Mexico). Zudem war er ab Januar 2023 Mitglied des Rates für die Berufungspastoral und ab Mai 2023 auch des Rates für den Priesterpensionsfonds der Eparchie Phoenix. Darüber hinaus gehörte er den intereparchialen Kommissionen für die Jugend und die jungen Erwachsenen (ab Mai 2018) sowie für Liturgie (ab September 2023) an.
Am 8. November 2024 ernannte ihn Papst Franziskus zum Bischof der Eparchie Phoenix. Der ruthenisch griechisch-katholische Erzbischof von Pittsburgh, William Skurla, spendete ihm am 28. Januar 2025 in der Annunciation Church in Anaheim (Kalifornien) die Bischofsweihe; Mitkonsekratoren waren der Bischof der Eparchie Parma, Robert Mark Pipta, und der Bischof der Eparchie Passaic, Kurt Burnette.